# Lucas Alves
Lucas Alves (22 juli 1992) is een Braziliaans voetballer die als verdediger speelt. Alves speelde van 2017 tot 2021 voor FC Luzern. Hierna vertrok hij naar het Saudi-Arabische Al-Tai FC. In februari 2022 zegde hij hier zijn contract weer op, omdat salarisuitbetalingen uitbleven. Alves kon vervolgens aan de slag bij PAS Lamia.
Sinds juli 2022 is Alves werkzaam voor Al-Nasr SC uit de Verenigde Arabische Emiraten.